# Daphnopsis calcicola
Daphnopsis calcicola är en tibastväxtart som beskrevs av Erik Leonard Ekman och Ignatz Urban. Daphnopsis calcicola ingår i släktet Daphnopsis och familjen tibastväxter. Inga underarter finns listade i Catalogue of Life.